# Telema liangxi
Telema liangxi är en spindelart som beskrevs av Zhu och Chen 2002. Telema liangxi ingår i släktet Telema och familjen Telemidae. Inga underarter finns listade i Catalogue of Life.